# Nogi
Nogi (野木町, Nogi-machi) és una vila i municipi de la prefectura de Tochigi, a la regió de Kanto, Japó i pertanyent al districte de Shimotsuga. Tot i ser una vila eminentment agrària, Nogi també fa de ciutat dormitori per a les ciutats de Tochigi i Oyama.

## Geografia
El municipi de Nogi es troba localitzat al sud de la prefectura de Tochigi, sent el municipi més meridional d'aquesta. La vila es troba encara al nord de la plana de Kantō. El terme municipal de Nogi limita amb els termes d'Oyama i Tochigi al nord i amb Koga, pertanyent a la prefectura d'Ibaraki, al sud.

### Clima
Nogi té un clima continental humid caracteritzat per estius càlids i hiverns freds amb fortes nevades. La temperatura mitjana anual és de 14,3 graus. La mitjana anual de precipitacions és de 1.317 mil·límetres, sent setembre el mes més humid. La mitjana més alta la trobem al mes d'agost amb una temperatura de 26,4 graus i la més freda al gener, amb 3,1 graus.

## Història
Fins al començament de l'era Meiji, l'àrea on actualment es troba la vila de Nogi va formar part de l'antiga província de Shimotsuke. Durant el període Tokugawa, Nogi, pertanyent aleshores al feu de Koga, va sorgir com una casa de postes del Nikkō Kaidō o camí de Nikko, que connectava Edo amb Nikko. Després de la restauració Meiji, Nogi va formar breument part de la prefectura d'Ibaraki fins al 14 de novembre de 1871, quan passà a Tochigi. El poble de Nogi va ser creat juntament amb el districte de Shimotsuga l'1 d'abril de 1889, amb la creació del nou sistema de municipis. L'1 de gener de 1965, Nogi va esdevindre vila.

## Política i govern

### Alcaldes
En aquesta taula només es reflecteixen els alcaldes democràtics, és a dir, des de l'any 1947. En el cas concret de Nogi, la llista comença el 1963, quan es fundà la vila.
| Alcalde            | Inici del mandat | Fi del mandat | Partit | Partit |
| Keisaku Mitsuhashi | 1963             | 1963          |        | Ind    |
| Takuji Watanabe    | 1963             | 1975          |        | Ind    |
| Seiji Iwasaki      | 1975             | 1979          |        | Ind    |
| Yasuo Tateno       | 1979             | 1987          |        | Ind    |
| Yutaka Kanazawa    | 1987             | 2003          |        | Ind    |
| Genichi Nagata     | 2003             | 2008          |        | Ind    |
| Hiroko Mase        | 2008             | -             |        | Ind    |

## Demografia
| 1920   | 1930   | 1940   | 1950   | 1960  | 1970   | 1980   |
| ------ | ------ | ------ | ------ | ----- | ------ | ------ |
| 7.982  | 8.238  | 8.737  | 11.018 | 9.974 | 11.983 | 16.454 |
| 1990   | 2000   | 2010   | 2020   | 2030  | 2040   | 2050   |
| 23.676 | 26.674 | 25.712 | 24.976 | -     | -      | -      |

## Transport

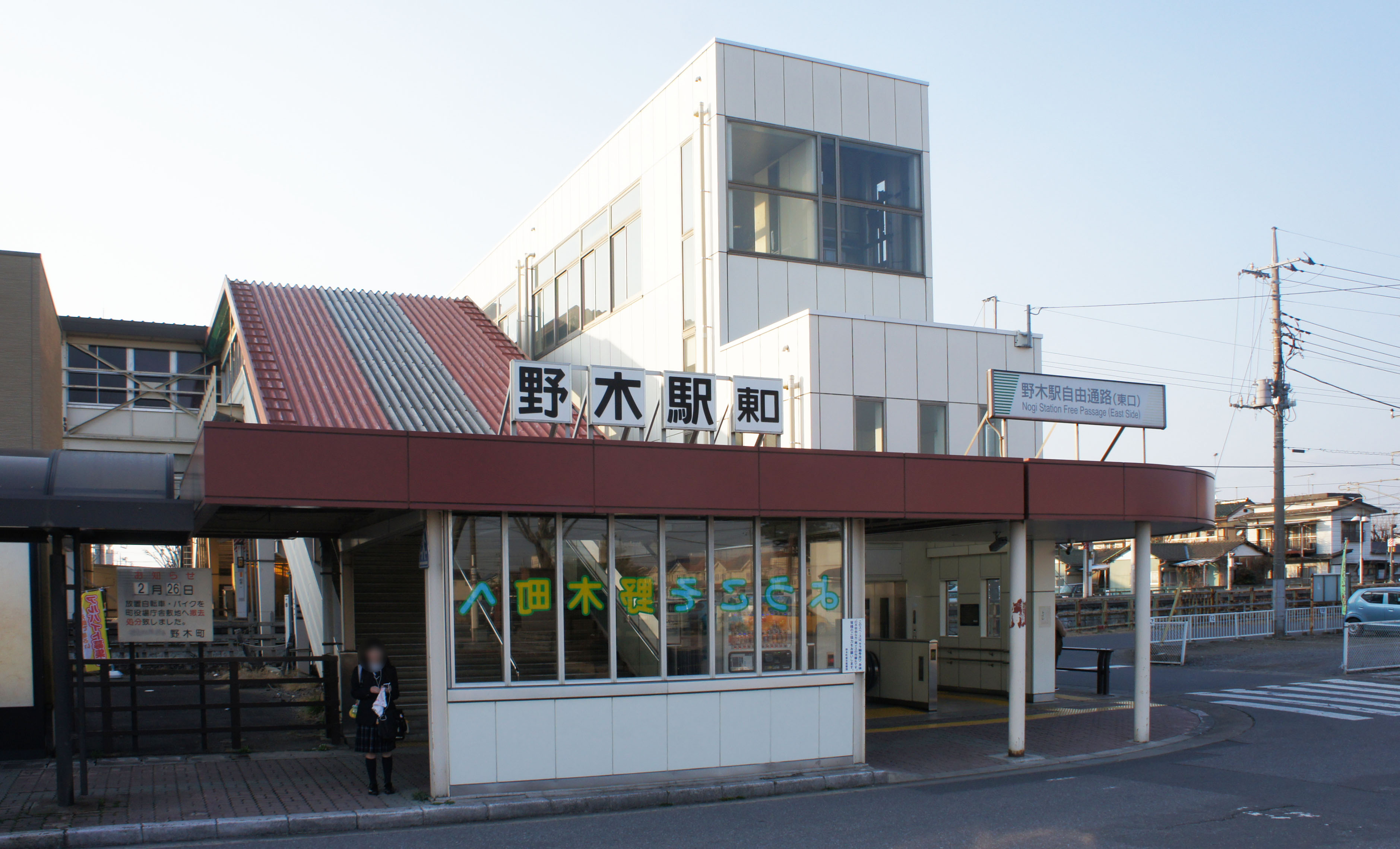
Estació de Nogi

### Ferrocarril
- Companyia de Ferrocarrils del Japó Oriental (JR East)
  - Nogi

### Carretera
- Nacional 4